# San Francisco (Putumayo)
San Francisco is een gemeente in het Colombiaanse departement Putumayo. De gemeente telt 5270 inwoners (2005). De rivieren San Francisco en Putumayo stromen door de gemeente, waarvan het westelijke deel gelegen is op de oostelijke uitlopers van de Cordillera Central.

## Economische activiteit
De belangrijkste economische sectoren van San Francisco zijn de veeteelt, mijnbouw (ongebluste kalk, marmer en goud) en landbouw (bonen, erwten, maïs, munt en lulo).
Colón · Mocoa · Orito · Puerto Asís · Puerto Caycedo · Puerto Guzmán · Puerto Leguízamo · San Francisco · San Miguel · Santiago · Sibundoy · Valle del Guamuez · Villagarzón